# Jean Bassoul
Jean Bassoul BS (auch John Bassoul; * 7. Mai 1920 in Maghduscha, Libanon; † 9. August 1977) war ein Erzbischof der Melkitischen Griechisch-Katholischen Kirche. Am 11. Juli 1943 empfing er die Priesterweihe als Ordenspriester der Melkitischen Basilianer vom Heiligsten Erlöser (Ordenskürzel: BS).

## Seelsorger in den USA

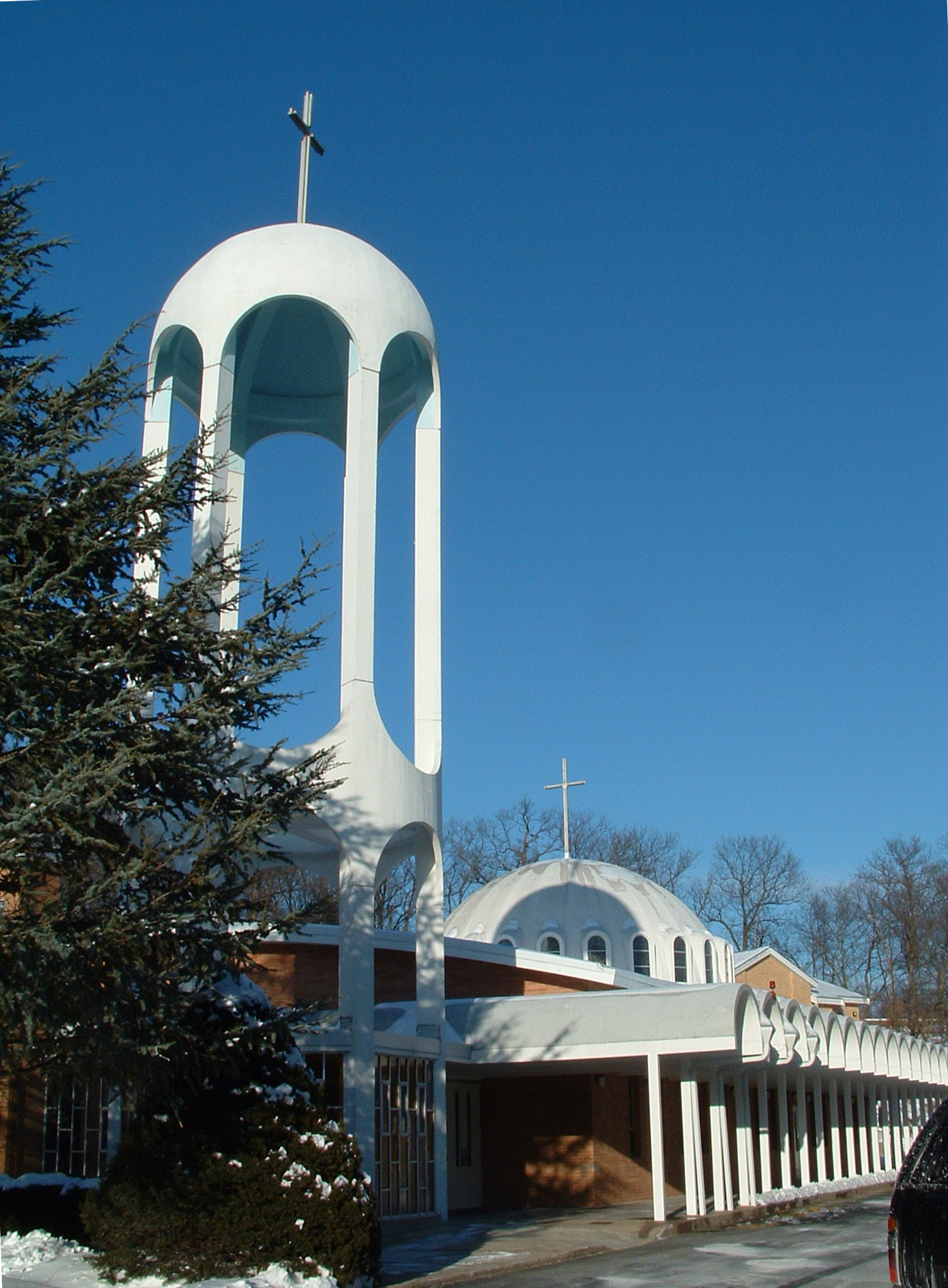
Annunciation Melkite Catholic Cathedral

1960 übernahm er als Archimandrit die melkitische Pfarrgemeinde von Roslindale bei Boston, Massachusetts. Die Pfarrei gehört zur Eparchie Newton und ist auch Sitz des Bischofs der melkitischen Christen in den USA. In seiner kurzen Amtszeit als Pfarrer und Seelsorger war er wesentlich an der Planung für den Bau der „Annunciation Melkite Catholic Cathedral“ in Roslindale beteiligt. Nach der Weihe zum Bischof übernahm 1962 John Adel Elya BS die Pfarrei.

## Erzbischof
Die Ernennung zum Erzbischof von Homs in Syrien erfolgte am 5. Dezember 1961. Am 28. April 1962 spendete ihm in Boston Kardinal Richard Cushing, der römisch-katholische Erzbischof von Boston, die Bischofsweihe. Von 1962 bis 1971 leitete er die Erzdiözese Homs, die er von Erzbischof Denys Gaith übernommen hatte.
Danach übernahm Bossoul, bis zu seinem Tod am 9. August 1977, den Bischofssitz der Erzeparchie Zahlé und Furzol im Libanon. In diesem Amt folgte ihm Augustin Farah. Erzbischof Bassoul war von 1962 bis 1965 Teilnehmer an allen Sitzungsperioden des Zweiten Vatikanischen Konzils. Als Mitkonsekrator assistierte er bei Erzbischof Habib Bacha von Beirut und Jbeil.